# Rosa Chutor Extreme Park
Der Rosa Chutor Extreme Park (russisch Красная Поляна) ist eine Sportstätte für Freestyle-Skiing und Snowboardwettbewerbe im Skigebiet Rosa Chutor im russischen Bergdorf Krasnaja Poljana in der Nähe von Sotschi.
Während der Olympischen Winterspiele 2014 im benachbarten Sotschi wurden im Rosa Chutor Extreme Park die Disziplinen Freestyle-Skiing und Snowboard ausgetragen. Für die Wettbewerbe im Freestyle-Skiing beträgt die Kapazität 4000 Plätze und im Snowboard 6250 Plätze.